# Ceratites
Ceratites De Haan, 1825 è un genere di molluschi cefalopodi estinti appartenente alle ammoniti (sottoclasse Ammonoidea), ordine Ceratitida, vissuto nell'Anisico superiore-Ladinico inferiore (Triassico Medio). Questa forma ha diffusione mondiale.

## Descrizione

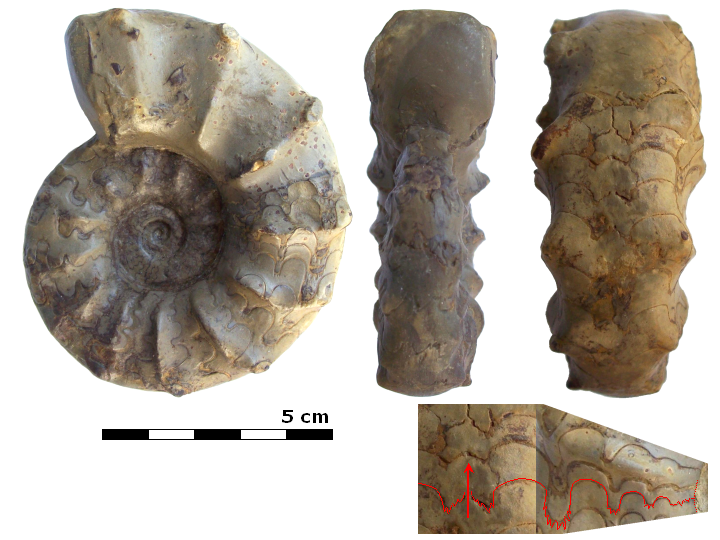
Ceratites evolutus PHILIPPI, 1901. L'esemplare è un modello interno con fragmocono e camera d'abitazione parzialmente conservata. Da sinistra. veduta laterale, veduta ventrale adorale e veduta ventrale aborale. Visibile chiaramente la sutura ceratitica. Anisico superiore della Germania. In basso a destra è visibile una fotocomposizione delle suture in corrispondenza del fianco e del ventre dell'esemplare, sulla quale è stato evidenziato l'andamento della sutura.

Conchiglia con avvolgimento planispirale, da moderatamente involuta a evoluta, compressa. Ombelico da moderatamente stretto ad ampio, non molto profondo, delimitato da un margine arrotondato ma ripido. La sezione dei giri è sub-trapezoidale. L'ornamentazione è caratterizzata da coste grossolane più o meno rilevate, dritte o debolmente flessuose, proverse in posizione latero-ventrale, che possono portare robusti tubercoli in posizione latero-ventrale che in talune specie si prolungano in spine latero-ventrali (C. spinosus PHILIPPI; C. postspinosus RIEDEL); meno frequentemente sono presenti nodi o tubercoli medio-laterali. Ventre piatto o debolmente arrotondato. L'ornamentazione tende a farsi più pesante negli ultimi giri (forme adulte e gerontiche), ed è comunque più marcata nelle microconche rispetto alle macroconche. Sutura ceratitica tipica; selle selle ampie e arrotondate e lobi relativamente più sottili, denticolati; lobo esterno (ventrale) suddiviso da una piccola sella.

## Distribuzione

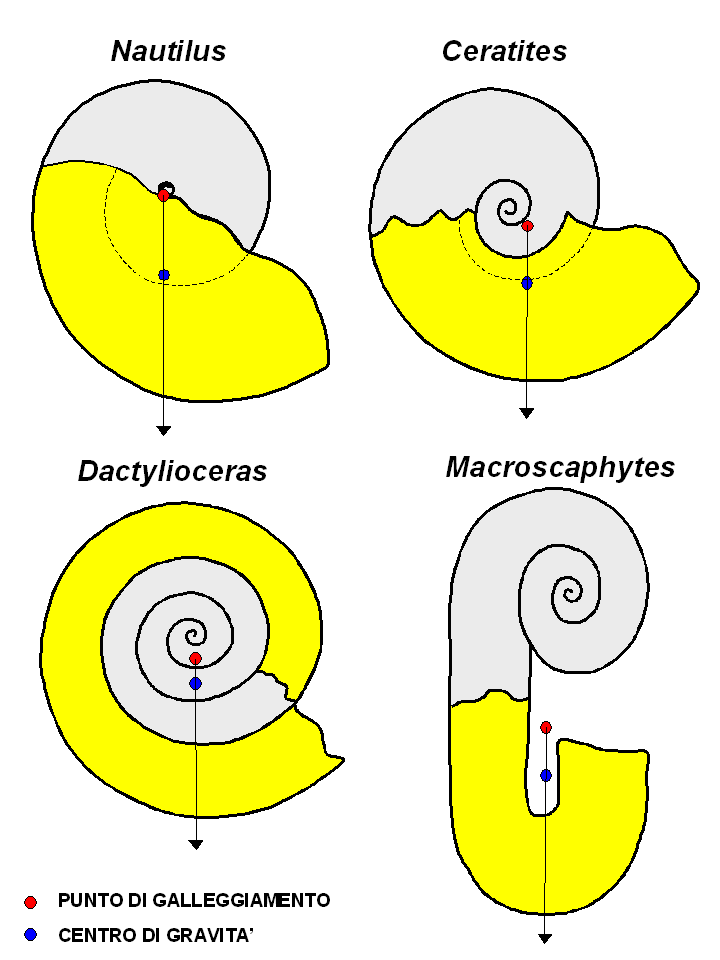
Determinazione dell'assetto della conchiglia di Nautilus e di alcune forme di ammoniti mesozoiche in base alla posizione del centro di gravità e del punto di galleggiamento, e dell'estensione della camera d'abitazione (in giallo). Da Brouwer (1972), modificato. Notare che in Ceratites la posizione probabile dell'iponomo (l'organo propulsore dei cefalopodi), nella parte bassa dell'apertura, è alla stessa altezza del centro di gravità (baricentro), a differenza di quanto avviene in altre forme. Questa configurazione garantisce una maggiore stabilità dell'organismo rispetto alle sollecitazioni della propulsione, evitando movimenti di beccheggio).

Genere diffuso dall'America settentrionale all'Europa, Medio Oriente, Asia centrale (Afghanistan), subcontinente indiano, Vietnam. Forma tipica del Triassico Medio in “facies germanica”, in cui si ha lo sviluppo di diverse linee evolutive peculiari in depositi di mare epicontinentale (“Muschelkalk”) caratteristici dell'Europa centrale.

## Habitat
Forma di profondità moderata, di piattaforma continentale e mare epicontinentale. Queste forme sono brevidome (la camera d'abitazione occupava circa 180° dell'ultimo giro); inoltre studi sull'assetto idrostatico e idrodinamico della conchiglia degli ammonoidi indicherebbero che l'orientazione dell'apertura era prossima all'orizzontale. Quindi l'apertura dell'iponomo era prossima alla massima distanza orizzontale rispetto al baricentro della massa corpo-conchiglia, e si trovava all'incirca alla stessa altezza: questa configurazione minimizza la possibilità di un movimento "pendolare" di beccheggio della conchiglia sotto le sollecitazioni della propulsione. L'insieme di queste caratteristiche sembra indicare una notevole stabilità e manovrabilità dell'organismo. Si trattava probabilmente di una forma da necto-bentonica (considerando il ventre tendenzialmente piatto) a nectonica, e di un nuotatore non particolarmente veloce (considerata la presenza di nodi e tubercoli molto sviluppati nell'adulto), ma stabile. Le forme meno ornate potrebbero essere state relativamente più mobili.